# Nova Zelândia nos Jogos Olímpicos de Inverno de 2014
A Nova Zelândia participou dos Jogos Olímpicos de Inverno de 2014, realizados na cidade de Sóchi, na Rússia. O país envia delegação regularmente aos Jogos de Inverno desde 1968, totalizando a décima quinta aparição.

## Desempenho

### Esqui alpino
Masculino
| Atleta       | Evento         | Resultado  | Resultado  | Resultado | Resultado |
| Atleta       | Evento         | 1ª descida | 2ª descida | Total     | Pos.      |
| ------------ | -------------- | ---------- | ---------- | --------- | --------- |
| Adam Barwood | Slalom         | 54.21      | 1:01.97    | 1:56.18   | 25º       |
| Adam Barwood | Slalom gigante | 1:28.51    | 1:28.89    | 2:57.40   | 44º       |

### Esqui estilo livre
Feminino
| Atleta                   | Evento     | Qualificatória | Qualificatória | Qualificatória | Final       | Final       | Final       |
| Atleta                   | Evento     | Descida 1      | Descida 2      | Pos.           | Descida 1   | Descida 2   | Pos.        |
| ------------------------ | ---------- | -------------- | -------------- | -------------- | ----------- | ----------- | ----------- |
| Janina Kuzma             | Halfpipe   | 73.80          | 75.20          | 7º             | 77.00       | 74.80       | 5º          |
| Anna Willcox-Silfverberg | Slopestyle | 62.40          | 34.40          | 15º            | Não avançou | Não avançou | Não avançou |

Masculino
| Atleta           | Evento     | Qualificatória | Qualificatória | Qualificatória | Final       | Final       | Final       |
| Atleta           | Evento     | Descida 1      | Descida 2      | Pos.           | Descida 1   | Descida 2   | Pos.        |
| ---------------- | ---------- | -------------- | -------------- | -------------- | ----------- | ----------- | ----------- |
| Lyndon Sheehan   | Halfpipe   | 78.20          | 80.00          | 8º             | 55.20       | 72.60       | 9º          |
| Beau-James Wells | Halfpipe   | 76.80          | 66.40          | 10º            | 62.00       | 80.00       | 6º          |
| Beau-James Wells | Slopestyle | 36.00          | 66.60          | 21º            | Não avançou | Não avançou | Não avançou |
| Byron Wells      | Halfpipe   | DNS            | DNS            | DNS            | Não avançou | Não avançou | Não avançou |
| Jossi Wells      | Halfpipe   | 83.00          | 49.40          | 5º             | 85.60       | 78.40       | 4º          |
| Jossi Wells      | Slopestyle | 82.80          | 83.40          | 10º            | 60.60       | 50.00       | 11º         |

### Patinação de velocidade
Masculino
| Atleta       | Evento       | Final    | Final |
| Atleta       | Evento       | Tempo    | Pos.  |
| ------------ | ------------ | -------- | ----- |
| Shane Dobbin | 5000 metros  | 6:26.90  | 14º   |
| Shane Dobbin | 10000 metros | 13:16.42 | 7º    |

### Skeleton
| Atleta            | Evento    | Final      | Final      | Final      | Final      | Final   | Final |
| Atleta            | Evento    | 1ª descida | 2ª descida | 3ª descida | 4ª descida | Total   | Pos.  |
| ----------------- | --------- | ---------- | ---------- | ---------- | ---------- | ------- | ----- |
| Katharine Eustace | Feminino  | 59.52      | 59.46      | 58.69      | 58.54      | 3:56.21 | =11º  |
| Ben Sandford      | Masculino | 58.00      | 57.75      | 57.79      | 57.67      | 3:51.21 | 20º   |

### Snowboard
Feminino
| Atleta           | Evento     | Qualificatória | Qualificatória | Qualificatória | Semifinal   | Semifinal   | Semifinal   | Final       | Final       | Final       |
| Atleta           | Evento     | Descida 1      | Descida 2      | Pos.           | Descida 1   | Descida 2   | Pos.        | Descida 1   | Descida 2   | Pos.        |
| ---------------- | ---------- | -------------- | -------------- | -------------- | ----------- | ----------- | ----------- | ----------- | ----------- | ----------- |
| Rebecca Sinclair | Halfpipe   | 32.25          | 48.25          | 11º            | Não avançou | Não avançou | Não avançou | Não avançou | Não avançou | Não avançou |
| Shelly Gotlieb   | Slopestyle | 18.00          | 30.75          | 11º            | 63.25       | 33.75       | 7º          | Não avançou | Não avançou | Não avançou |
| Stefi Luxton     | Slopestyle | 59.75          | 34.25          | 8º             | 18.25       | 60.25       | 8º          | Não avançou | Não avançou | Não avançou |
| Christy Prior    | Slopestyle | 67.50          | 70.50          | 7º             | DNS         | DNS         | DNS         | Não avançou | Não avançou | Não avançou |
| Rebecca Torr     | Slopestyle | 70.75          | 33.75          | 6º             | 27.25       | 32.50       | 10º         | Não avançou | Não avançou | Não avançou |

Legenda
| Recorde mundial      | Recorde mundial (World record)               |                       | Recorde africano                      | Recorde africano (African) |                                           | Q | Classificado por posição (Qualified) |
| Recorde olímpico     | Recorde olímpico (Olympic record)            | Recorde da América    | Recorde da América (Americas)         | q                          | Classificado por melhor tempo (Qualified) |   |                                      |
| Melhor marca do ano  | Melhor marca do ano (World leading)          | Recorde asiático      | Recorde asiático (Asian)              | DNS                        | Não largou (Did not start)                |   |                                      |
| Recorde nacional     | Recorde nacional (National record)           | Recorde europeu       | Recorde europeu (European)            | DNF                        | Não terminou (Did not finish)             |   |                                      |
| Recorde pessoal      | Recorde pessoal do atleta (Personal best)    | Recorde da Oceania    | Recorde da Oceania (Oceania)          | DSQ / DQ                   | Desclassificado (Disqualified)            |   |                                      |
| Recorde da temporada | Recorde da temporada do atleta (Season best) | Recorde sul-americano | Recorde sul-americano (South America) | NM                         | Sem marca (No mark)                       |   |                                      |